# HVD
Holografski višenamjenski disk (Holodisk ili HVD, eng. Holographic Versatile Disc) je napredna tehnologija optičkog zapisa još u fazi istraživanja koja će povećati mogućnost smještaja raznovrsnih podataka na razinu višu od Blu-ray-evih i HD DVD-ovih optičkih diskova. Kod HVD-a se koristi tehnika kolinearne holografije.

## Tehnologija
Trenutačno dostupna tehnologija optičke pohrane podataka snima 1 bit po pulsu, ali HVD Savez nastoji unaprijediti korisnost diska do oko 60 000 bitova po pulsu. Visoka gustoća pohrane podataka omogućuje se približavanjem tragova podataka pri snimanju: 100 GB kod razmaka od 18 μm, 200 GB kod 13 μm, 500 GB kod 8 μm i reklamirani maksimum od 5 TB za razmak od 3 μm na disku promjera 10 centimetara. Laser za upisivanje i čitanje podataka je zelene boje s izlaznom snagom od 1 W što je puno za proizvod namijenjen običnim korisnicima.

## HVD Savez
HVD Savez (engl. HVD Alliance) je savez tvrtki čiji je cilj osigurati mogućnosti za ispitivanje i tehničko istraživanje svih mogućnosti dizajna i proizvodnje HVD-a. Članovi Saveza nastoje suradnjom ubrzati razvoj HVD-a i stvoriti tržište koje bi lakše prihvatilo novu tehnologiju. Prema informacijama iz veljače 2006., HVD Savez čine sljedeće tvrtke:
- Alps Electric Corporation, Ltd.
- CMC Magnetics Corporation
- Dainippon Ink and Chemicals, Inc. (DIC)
- EMTEC International (subsidiary of the MPO Group)
- Fuji Photo Film Company, Ltd.
- Konica Minolta Holdings, Inc.
- LiteOn Technology Corporation
- Mitsubishi Kagaku Media Company, Ltd. (MKM)
- Nippon Kayaku Co., Ltd.
- Nippon Paint Company, Ltd.
- Optware Corporation
- Pulstec Industrial Company, Ltd.
- Shibaura Mechatronics Corporation
- Software Architects, Inc. (nije sigurno)
- Suruga Seiki Company, Ltd.
- Targray Technology International, Inc.
- Teijin Chemicals, Ltd.
- Toagosei Company, Ltd.
- Tokiwa Optical Corporation

## Predloženi standardi
ECMA će zajedno s odborom TC44 raditi na standardima za HVD-ove kapaciteta 200 GB, read-only HVD-ove kapaciteta 100 GB, HVD kartice kapaciteta 30 GB i HVD-ROM-ove, po samostalnom izboru tvrtki.

## Pogledaj također
Usporedba optičkih medija za pohranu podataka - Usporedba CDa, DVDa, HD-DVDa, Blu-ray Disca i HVD-a